# Sankt Petersburgs administrativa indelning
Den federala staden Sankt Petersburg, Ryssland, delas i arton stadsdistrikt (rajoner), vilka delas i kommunala okruger, kommunala städer och kommunala bostadsområden.

## Stadsområden
| Nr på kartan | Stadsområde       |
| ------------ | ----------------- |
| 1            | Admiraltejskij    |
| 2            | Vasileostrovskij  |
| 3            | Viborgskij        |
| 4            | Kalininskij       |
| 5            | Kirovskij         |
| 6            | Kolpinskij        |
| 7            | Krasnogvardejskij |
| 8            | Krasnoselskij     |
| 9            | Kronshtadtskij    |
| 10           | Kurortnij         |
| 11           | Moskovskij        |
| 12           | Nevskij           |
| 13           | Petrogradskij     |
| 14           | Petrodvortsovij   |
| 15           | Primorskij        |
| 16           | Pushkinskij       |
| 17           | Frunzenskij       |
| 18           | Tsentralnij       |

### Admiraltejskij distrikt
| Namn                                           | Folkmängd | Bilder |
| ---------------------------------------------- | --------- | ------ |
| Admiraltejskij distrikt (Адмиралтейский район) | 187 837   |        |
| Kommunala okruger i Admiraltejskij distrikt    |           |        |
| Nr 6 (№ 6)                                     | 31 570    |        |
| Admiraltejskij (Адмиралтейский)                | 30 533    |        |
| Izmajlovskoje (Измайловское)                   | 30 415    |        |
| Kolomna (Коломна)                              | 37 642    |        |
| Semjonovskij (Семёновский)                     | 29 572    |        |
| Sennoj (Сенной)                                | 28 105    |        |

### Vasileostrovskij distrikt
| Namn                                               | Folkmängd | Bilder |
| -------------------------------------------------- | --------- | ------ |
| Vasileostrovskij distrikt (Василеостровский район) | 199 692   |        |
| Kommunala okruger i Vasileostrovskij distrikt      |           |        |
| Nr 7 (№ 7)                                         | 45 696    |        |
| Nr 11 (№ 11)                                       | 53 882    |        |
| Gavan (Гавань)                                     | 35 766    |        |
| Morskoj (Морской)                                  | 31 555    |        |
| Vasiljevskij (Васильевский)                        | 32 793    |        |

### Viborgskij distrikt
| Namn                                           | Folkmängd |
| ---------------------------------------------- | --------- |
| Viborgskij distrikt (Выборгский район)         | 419 567   |
| Kommunala bostadsområden i Viborgskij distrikt |           |
| Levashovo (Левашово)                           | 4 095     |
| Pargolovo (Парголово)                          | 12 225    |
| Kommunala okruger i Viborgskij distrikt        |           |
| Nr 15 (№ 15)                                   | 64 320    |
| Parnas (Парнас)                                | 67 709    |
| Sampsonijevskoje (Сампсониевское)              | 39 250    |
| Shuvalovo-Ozerki (Шувалово-Озерки)             | 87 511    |
| Sosnovskoje (Сосновское)                       | 60 675    |
| Svetlanovskoje (Светлановское)                 | 83 782    |

### Kalininskij distrikt
| Namn                                     | Folkmängd |
| ---------------------------------------- | --------- |
| Kalininskij distrikt (Калининский район) | 469 409   |
| Kommunala okruger i Kalininskij distrikt |           |
| Nr 21 (№ 21)                             | 72 403    |
| Akademicheskoje (Академическое)          | 93 535    |
| Finljandskij (Финляндский)               | 53 916    |
| Grazhdanka (Гражданка)                   | 74 009    |
| Piskarjovka (Пискарёвка)                 | 59 004    |
| Prometej (Прометей)                      | 64 937    |
| Severnij (Северный)                      | 51 605    |

### Kirovskij distrikt
| Namn                                   | Folkmängd |
| -------------------------------------- | --------- |
| Kirovskij distrikt (Кировский район)   | 338 820   |
| Kommunala okruger i Kirovskij distrikt |           |
| Nr 25 (№ 25)                           | 60 036    |
| Avtovo (Автово)                        | 49 022    |
| Dachnoje (Дачное)                      | 76 229    |
| Krasnenkaja Rechka (Красненькая Речка) | 37 891    |
| Morskije Vorota (Морские Ворота)       | 10 287    |
| Narvskij (Нарвский)                    | 29 822    |
| Uljanka (Ульянка)                      | 75 533    |

### Kolpinskij distrikt
| Namn                                           | Folkmängd |
| ---------------------------------------------- | --------- |
| Kolpinskij distrikt (Колпинский район)         | 175 396   |
| Kommunala städer i Kolpinskij distrikt         |           |
| Kolpino (Колпино)                              | 136 632   |
| Kommunala bostadsområden i Kolpinskij distrikt |           |
| Metallostroj (Металлострой)                    | 25 675    |
| Petro-Slavjanka (Петро-Славянка)               | 1 337     |
| Pontonnij (Понтонный)                          | 9 199     |
| Sapjornij (Сапёрный)                           | 1 401     |
| Ust-Izhora (Усть-Ижора)                        | 1 152     |

### Krasnogvardejskij distrikt
| Namn                                                 | Folkmängd |
| ---------------------------------------------------- | --------- |
| Krasnogvardejskij distrikt (Красногвардейский район) | 336 342   |
| Kommunala okruger i Krasnogvardejskij distrikt       |           |
| Bolshaja Okhta (Большая Охта)                        | 56 648    |
| Malaja Okhta (Малая Охта)                            | 48 627    |
| Poljustrovo (Полюстрово)                             | 51 529    |
| Porokhovje (Пороховые)                               | 123 583   |
| Rzhevka (Ржевка)                                     | 55 955    |

### Krasnoselskij distrikt
| Namn                                          | Folkmängd |
| --------------------------------------------- | --------- |
| Krasnoselskij distrikt (Красносельский район) | 305 129   |
| Kommunala städer i Krasnoselskij distrikt     |           |
| Krasnoje Selo (Красное Село)                  | 44 081    |
| Kommunala okruger i Krasnoselskij distrikt    |           |
| Nr 37 (№ 37)                                  | 64 261    |
| Gorelovo (Горелово)                           | 16 640    |
| Konstantinovskoje (Константиновское)          | 34 747    |
| Sosnovaja Poljana (Сосновая Поляна)           | 45 742    |
| Uritsk (Урицк)                                | 49 049    |
| juzhno-Primorskij (Южно-Приморский)           | 50 610    |

### Kronshtadtskij distrikt
| Namn                                          | Folkmängd |
| --------------------------------------------- | --------- |
| Kronshtadtskij distrikt (Кронштадтский район) | 43 385    |
| Kommunala städer i Kronshtadtskij distrikt    |           |
| Kronstadt (Кронштадт)                         | 43 385    |

### Kurortnij distrikt
| Namn                                          | Folkmängd |
| --------------------------------------------- | --------- |
| Kurortnij distrikt (Курортный район)          | 67 511    |
| Kommunala städer i Kurortnij distrikt         |           |
| Sestroretsk (Сестрорецк)                      | 40 287    |
| Zelenogorsk (Зеленогорск) (finska: Terijoki)  | 12 074    |
| Kommunala bostadsområden i Kurortnij distrikt |           |
| Beloostrov (Белоостров)                       | 1 690     |
| Komarovo (Комарово)                           | 1 062     |
| Molodjozhnoje (Молодёжное)                    | 1 437     |
| Pesochnij (Песочный)                          | 6 487     |
| Repino (Репино)                               | 2 011     |
| Serovo (Серово)                               | 252       |
| Smoljachkovo (Смолячково)                     | 568       |
| Solnechnoje (Солнечное)                       | 1 161     |
| Ushkovo (Ушково)                              | 482       |

### Moskovskij distrikt
| Namn                                      | Folkmängd |
| ----------------------------------------- | --------- |
| Moskovskij distrikt (Московский район)    | 275 884   |
| Kommunala okruger i Moskovskij distrikt   |           |
| Gagarinskoje (Гагаринское)                | 58 197    |
| Moskovskaja Zastava (Московская Застава)  | 46 951    |
| Novoizmajlovskoje (Новоизмайловское)      | 70 403    |
| Pulkovskij meredian (Пулковский мередиан) | 46 515    |
| Zvjozdnoje (Звёздное)                     | 53 818    |

### Nevskij distrikt
| Namn                                 | Folkmängd |
| ------------------------------------ | --------- |
| Nevskij distrikt (Невский район)     | 438 061   |
| Kommunala okruger i Nevskij distrikt |           |
| Nr 53 (№ 53)                         | 52 580    |
| Nr 54 (№ 54)                         | 63 138    |
| Nr 57 (№ 57)                         | 51 006    |
| Ivanovskij (Ивановский)              | 31 215    |
| Nevskaja Zastava (Невская Застава)   | 29 685    |
| Nevskij (Невский)                    | 59 714    |
| Obukhovskij (Обуховский)             | 46 108    |
| Okkervil (Оккервиль)                 | 55 078    |
| Rjbatskoje (Рыбацкое)                | 49 537    |

### Petrogradskij distrikt
| Namn                                         | Folkmängd |
| -------------------------------------------- | --------- |
| Petrogradskij distrikt (Петроградский район) | 134 607   |
| Kommunala okruger i Petrogradskij distrikt   |           |
| Nr 58 (№ 58)                                 | 21 374    |
| Nr 60 (№ 60)                                 | 21 630    |
| Aptekarskij Ostrov (Аптекарский Остров)      | 19 277    |
| Chkalovskoje (Чкаловское)                    | 30 262    |
| Kronverkskoje (Кронверкское)                 | 21 256    |
| Petrovskij (Петровский)                      | 20 808    |

### Petrodvortsovij distrikt
| Namn                                                | Folkmängd | Bilder |
| --------------------------------------------------- | --------- | ------ |
| Petrodvortsovij distrikt (Петродворцовый район)     | 77 542    |        |
| Kommunala städer i Petrodvortsovij distrikt         |           |        |
| Petergof (Петергоф)                                 | 64 791    |        |
| Lomonosov (Ломоносов)                               | 37 776    |        |
| Kommunala bostadsområden i Petrodvortsovij distrikt |           |        |
| Strelna (Стрельна)                                  | 12 751    |        |

### Primorskij distrikt
| Namn                                            | Folkmängd |
| ----------------------------------------------- | --------- |
| Primorskij distrikt (Приморский район)          | 393 960   |
| Kommunala bostadsområden i Primorskij distrikt  |           |
| Lisij Nos (Лисий Нос)                           | 2 563     |
| Kommunala okruger i Primorskij distrikt         |           |
| Nr 65 (№ 65)                                    | 83 952    |
| Nr 70 (№ 70)                                    | 25 763    |
| Chjornaja rechka (Чёрная речка)                 | 53 717    |
| Komendantskij Aerodrom (Комендантский Аэродром) | 71 968    |
| Lakhta-Olgino (Лахта-Ольгино)                   | 2 901     |
| Ozero Dolgoje (Озеро Долгое)                    | 78 714    |
| juntolovo (Юнтолово)                            | 74 382    |

### Pushkinskij distrikt
| Namn                                            | Folkmängd | Bilder |
| ----------------------------------------------- | --------- | ------ |
| Pushkinskij distrikt (Пушкинский район)         | 101 655   |        |
| Kommunala städer i Pushkinskij distrikt         |           |        |
| Pavlovsk (Павловск)                             | 14 960    |        |
| Pusjkin (Пушкин)                                | 84 628    |        |
| Kommunala bostadsområden i Pushkinskij distrikt |           |        |
| Alexandrovskaja (Александровская)               | 1 184     |        |
| Shusharij (Шушары)                              | 15 843    |        |
| Tjarlevo (Тярлево)                              | 1 556     |        |

### Frunzenskij distrikt
| Namn                                     | Folkmängd |
| ---------------------------------------- | --------- |
| Frunzenskij distrikt (Фрунзенский район) | 405 274   |
| Kommunala okruger i Frunzenskij distrikt |           |
| Nr 72 (№ 72)                             | 69 785    |
| Nr 75 (№ 75)                             | 44 498    |
| Balkanskij (Балканский)                  | 75 456    |
| Georgijevskij (Георгиевский)             | 92 780    |
| Kupchino (Купчино)                       | 62 673    |
| Volkovskoje (Волковское)                 | 60 082    |

### Tsentralnij distrikt
| Namn                                     | Folkmängd | Bilder |
| ---------------------------------------- | --------- | ------ |
| Tsentralnij distrikt (Центральный район) | 236 856   |        |
| Kommunala okruger i Tsentralnij distrikt |           |        |
| Nr 78 (№ 78)                             | 13 508    |        |
| Dvortsovij (Дворцовый)                   | 10 491    |        |
| Ligovka-jamskaja (Лиговка-Ямская)        | 14 740    |        |
| Litejnij (Литейный)                      | 50 567    |        |
| Smolninskoje (Смольнинское)              | 90 337    |        |
| Vladimirskij (Владимирский)              | 57 213    |        |